# ロベルト1世 (ナポリ王)
ロベルト1世（Roberto I, 1277年 - 1343年1月20日）は、アンジュー家のナポリ王（在位：1309年 - 1343年）。カルロ2世の三男。母はハンガリー王イシュトヴァーン5世の娘マーリア。ロベルト賢明王（Roberto il Saggio）と呼ばれる。教皇党（グエルフィ）のリーダーと見なされていた。

## 略歴

### ナポリ王に
1309年、父王カルロ2世の死によって即位した。このとき早世した兄カルロ・マルテッロの息子カルロ・ロベルトも有力な王位継承権者であったが、カルロ・ロベルトはハンガリー王（カーロイ1世として即位）となるのに忙しく、ナポリ王位には興味を示さなかったため、ロベルトがロベルト1世としてナポリ王位を継承した。なお、ジャック・ドゥーズ（のちの教皇ヨハネス22世）はロベルト1世の秘書を務めていた時期がある。

### アカイア公国をめぐる活動
アカイア公国の支配権はロベルトの次弟ターラント公フィリッポ1世が保有していたが、1313年以降は、イザベル・ド・ヴィルアルドゥアンの娘マオー・ド・エノーが夫ルイ・ド・ブルゴーニュ（ロベール2世の息子）とともに獲得していた。ロベルトは、ルイが1316年に死去したことを好機として、翌1317年、マオーをイタリアに連行し、自分の別の弟グラヴィーナ伯ジョヴァンニとの再婚を要求した。しかしマオーはこれに応じず、しかも貴族ユーグ・ド・ラ・パリッスと密かに結婚していた。
ロベルトはこれに激怒し、マオーからアカイア公位を剥奪して投獄すると、自らアカイア公を兼位した。当時、神聖ローマ皇帝のハインリヒ7世がイタリア政策によってイタリア半島に遠征していたが、ロベルトはこの対応に忙殺されたため、1322年、ユーグを大逆罪で処刑して後顧の憂いを断ち、そののちジョヴァンニにアカイア公位を譲った。

## 人物

### 人物像
政治家でもあったフィレンツェ出身の文人ダンテ・アリギエーリは、グエルフィの指導者と目されていたロベルト1世について、「口先だけの王様」と断じている。

### 家族
1297年にアラゴン王ペドロ3世の娘ヨランダ（1273年 - 1302年）と結婚し、2男をもうけた。
- カルロ（1298年 - 1328年） - カラブリア公。ジョヴァンナ1世の父。
- ルイージ（1301年 - 1310年）

1304年にマヨルカ王ジャウメ2世の娘でヨランダの従妹にあたるサンチャ（1285年頃 - 1345年）と再婚したが、子供は生まれなかった。